# Schiermonnikoog
Schiermonnikoog (frisó Skiermûntseach, dialecte local, Lytje Pole) és una illa frisona occidentals situada entre Amelân (més a l'oest; amb l'illot d'Engelsmanplaat entremig) i Rottumerplaat, i també un municipi de la província de Frísia.
La superfície emergida és de 39,94 km², que sumada a 151,25 km² corresponent a aigua totalitzen 191,19 km². La seva situació a 53° 48′ N 6° 16′ W la converteixen en el lloc habitat més septentrional de tots els Països Baixos. Administrativament, l'illa constitueix un únic municipi (homònim) que amb 992 habitants (2004) és el menys poblat de tot el país. És per aquest motiu que els habitants de Schiermonnikoog sempre proven de ser el primer municipi a declarar els resultats quan hi ha eleccions. Pertany a la província de Frísia.
L'illa compta amb 18 km de platges i 30 km de carrils bici.
Actualment, la principal font d'ingressos és el turisme.

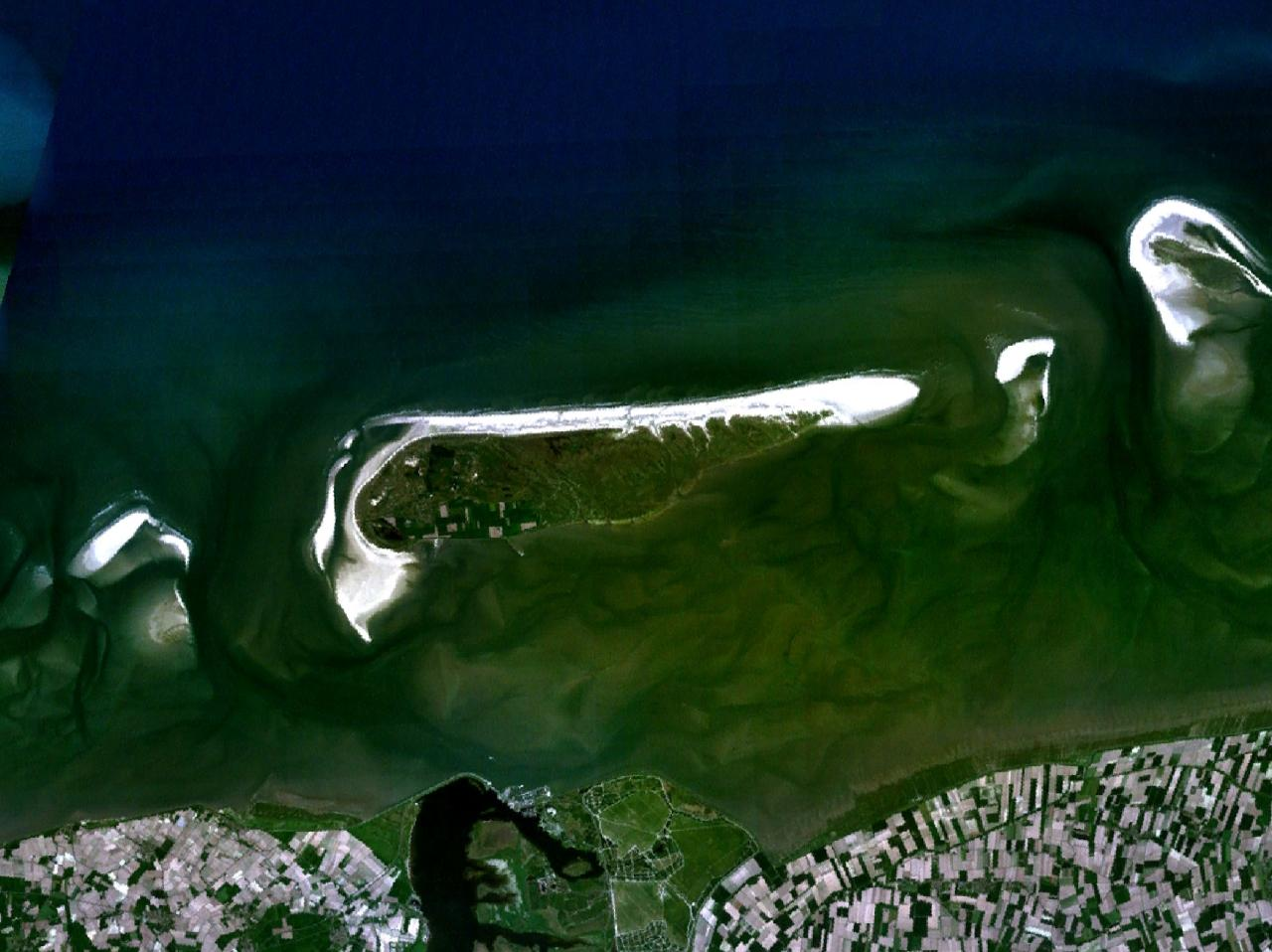
Schiermonnikoog vista per satèl·lit

## Història
La història de l'illa abans de l'edat mitjana no és coneguda. Els primers propietaris conegut de l'illa foren els monjos cistercencs del monestir de Klaerkamp (prop de Rinsumageast, a terra ferma). Això explica el seu nom: skier vol dir "gris" en frisó (en referència al color dels hàbits dels monjos), mûnts "monjo", i each "illa"; i una explicació anàloga es pot fer amb el nom en neerlandès: schier "gris", monnik "monjo", i oog illa (si bé els mots schier i oog són arcaics i poc habituals al costat de grijs i eiland).
El 1580 Frísia esdevingué protestant. El monestir perdé totes les seves possessions, i l'illa passà a mans de la província. A fi i efecte d'aconseguir fons aquesta vengué l'illa, que entre 1638 i 1945 estigué en mans privades.
El 1989 l'illa fou declarada parc nacional, el primer del país.

## Administració
El consistori actual, després de les eleccions municipals de 2007, és dirigit per L. K. Swart. El consistori municipal consta de 9 membres, compost per:
- CGS, 3 escons
- Ons Belang 3 escons
- Schiermonniksoogs Belang, 3 escons

## Galeria d'imatges

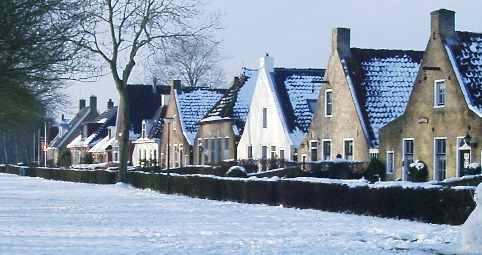
Cases al poble de Schiermonnikoog
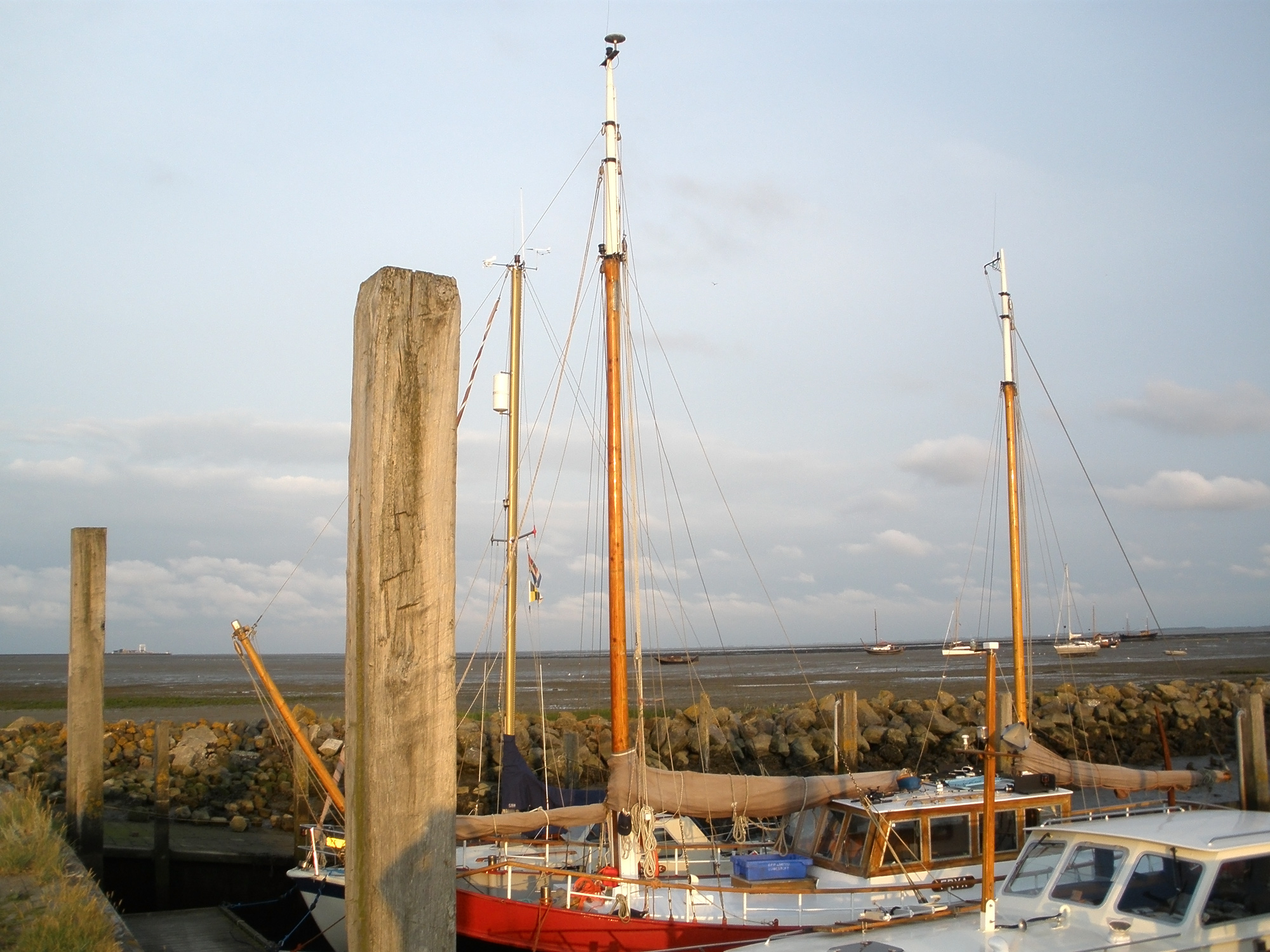
Port
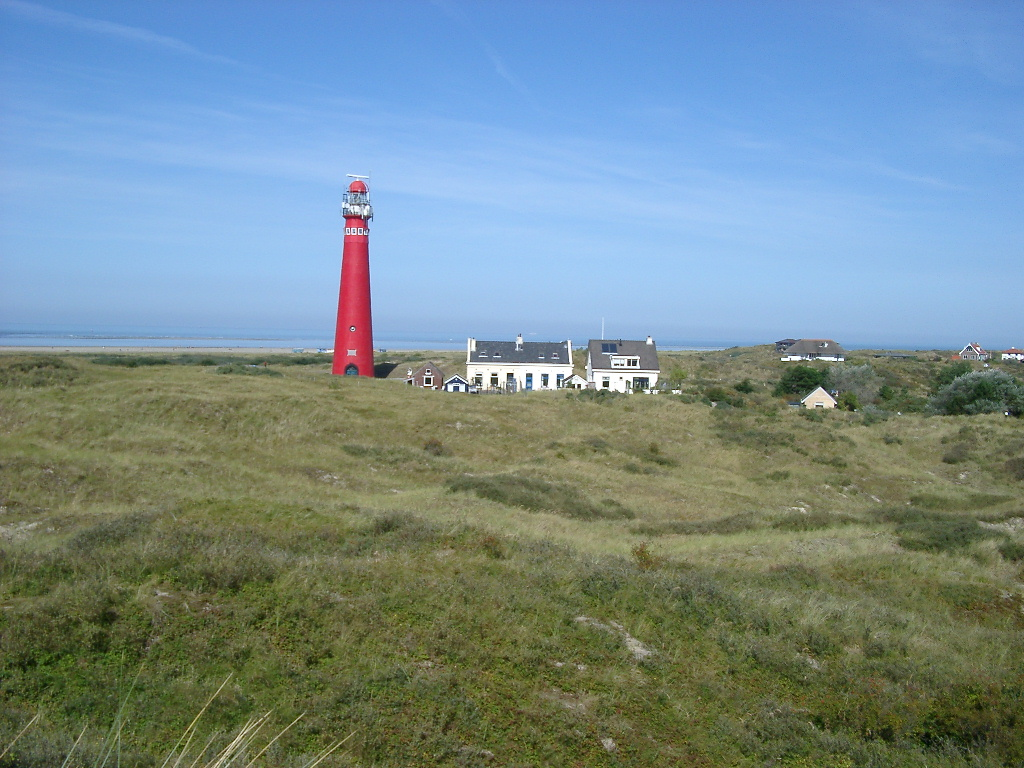
Far
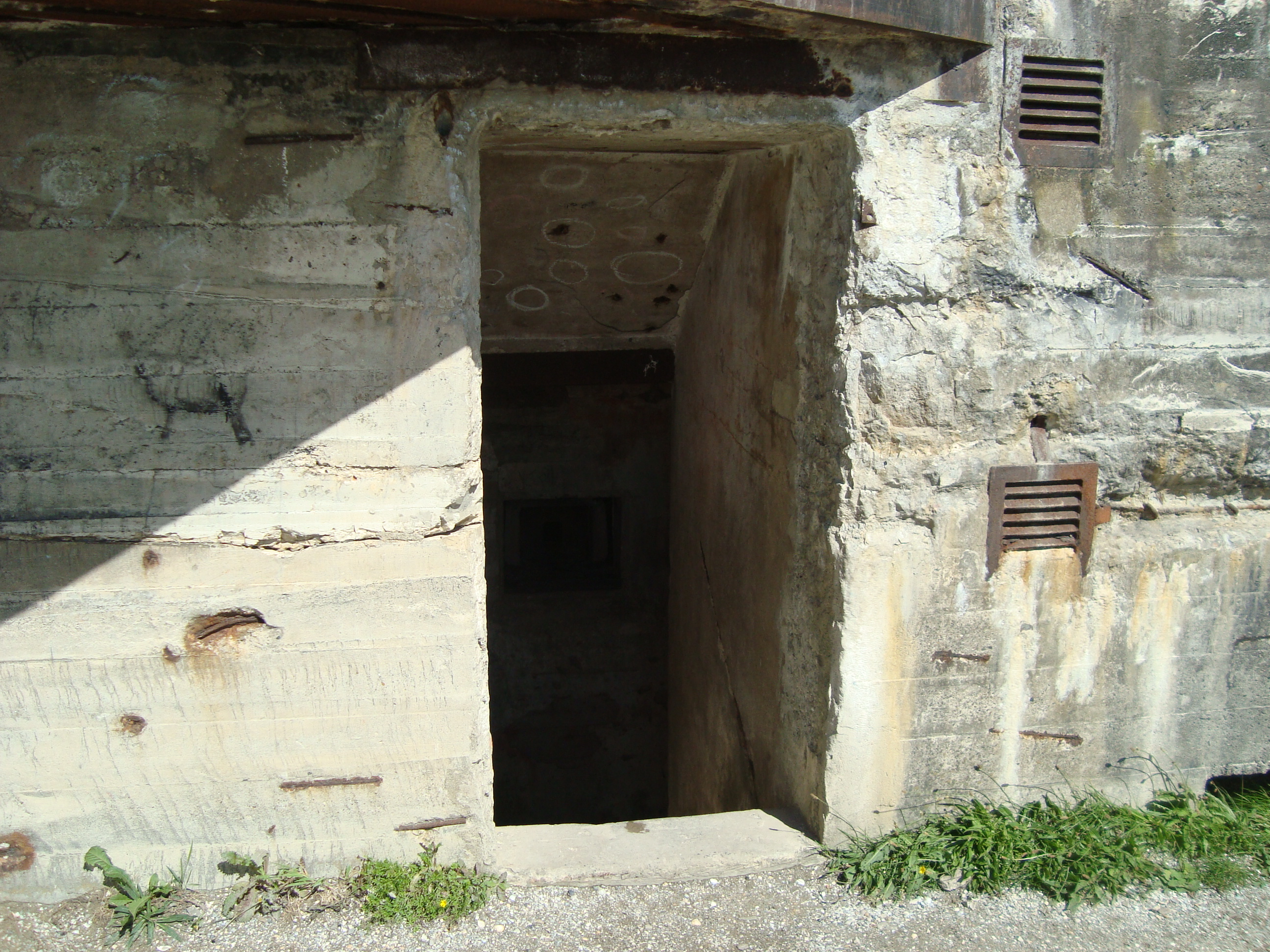
Entrada a un búnquer alemany de la Segona Guerra Mundial